# T. D. Allman
Pour les articles homonymes, voir Allman.
 (février 2022).
Timothy D. Allman, né le 16 octobre 1944 à Tampa en Floride et mort le 12 mai 2024 à New York, est un journaliste de la gauche radicale, écrivain américain réputé pour ses comptes rendus, en tant que témoin oculaire, des événements décisifs de l'histoire contemporaine, ainsi que pour ses livres et articles qui corrigent des idées fausses sur l’histoire des États-Unis et d’autres pays, dont la France. En langue française, il est connu pour ses premiers reportages dans Le Monde diplomatique sur le Moyen-Orient et l’Asie du Sud-Est, et pour ses livres sur le nationalisme américain : Un Destin ambigu, et La Floride : Cœur révélateur des États-Unis. Dans le monde entier, il est connu pour avoir été le premier à exposer le rôle joué par la CIA dans la guerre au Laos, pour ses interviews de personnalités politiques allant de Yasser Arafat et Boris Eltsine, aux rois d’Espagne et du Cambodge, ainsi que pour son amitié avec des personnalités du monde de la culture comme Marguerite Yourcenar et I.B. Singer. Ses comptes rendus sur l’histoire de la Floride ont été très remarqués,,.

## Vie professionnelle
T. D. Allman est diplômé de l'université Harvard (1966) et a été volontaire du Corps de la paix au Népal. Il est également un ancien Edward R. Murrow Fellow du Council on Foreign Relations à New York.
Il a commencé sa carrière, alors qu’il était encore à l’Université, en se rendant en stop en Alaska où, après le grand tremblement de terre, il a travaillé comme journaliste pour l’Anchorage Daily News.
Plus tard, il franchira des montagnes à pied pour pénétrer à Long Tien, la base secrète de la CIA près de la plaine des Jarres au Laos,.
En 1980, il a été parmi les premiers Américains à visiter le Tibet quand l'accès n’en a plus été interdit après la révolution culturelle.
Son premier livre, Unmanifest Destiny (1984), qui est né de sa thèse de doctorat à l’Université d’Oxford, traite des problèmes du nationalisme américain qui affectent en permanence la politique étrangère des États-Unis[citation nécessaire].
Un autre de ses livres, Rogue State: America at War with the World (2004), a popularisé l’expression rogue state (« État voyou ») pour caractériser la politique étrangère des États-Unis[citation nécessaire].
On considère aussi qu’il a été le premier à utiliser l'expression « guerre secrète » pour décrire les agissements clandestins des États-Unis au Laos et ailleurs.[réf. nécessaire]
T.D. Allman a secouru les victimes de massacres au Cambodge, ce qui lui a valu d’être banni du Washington Post.
Plus tard, dans des articles écrits pour le magazine Harper's, il a soulevé de nouvelles controverses quand, réfutant la théorie des dominos, il a prédit que la défaite des États-Unis en Indochine allait ouvrir la voie à une nouvelle époque de succès sur toute la ceinture du Pacifique pour les valeurs et les systèmes économiques américains.
Il a également réfuté les revendications que la Terre allait manquer de pétrole et a prévu que les villes des États-Unis, loin d’être condamnées, allaient entrer dans une « Renaissance yuppie ». Ses reportages sur l’Iran et l’Irak, sur la guerre de la drogue en Colombie, et sur le marasme post Union soviétique en Russie ont été très suivis, comme ses portraits de personnages comme Dick Cheney.
Le journaliste I.F. Stone a prédit que l’on lirait encore le travail d’Allman dans cinquante ans. La définition d’Allman de ce que devrait être le journalisme, citée en des lieux aussi différents que le Cachemireet l’Espagne, a été traduite dans de nombreuses langues :
« genuinely objective journalism "not only gets the facts right, it gets the meaning of facts right. It is compelling not only today, but stands the test of time" »

(« Un journalisme authentiquement objectif est non seulement un journalisme qui saisit bien les faits, mais qui saisit bien aussi le sens des événements. Persuasif aujourd’hui, il résiste aussi à l’épreuve du temps »,.

## Mort
Il meurt le 12 mai 2024 dans un hôpital de Manhattan, des suites d'une pneumonie.

## Œuvre
Le premier livre de T.D. Allman sur la Floride, Miami: City of the Future, est considéré comme un livre-clé sur le sujet. Finding Florida: The True History of the Sunshine State, a été finaliste du National Book Award et décrit comme un des meilleurs essais d’histoire par les Kirkus Reviews. L’Association floridienne des auteurs et éditeurs l’a récompensé comme le meilleur livre sur la Floride en général. Son adaptation française de ce livre, La Floride : Cœur révélateur des États-Unis, explore le rôle de la Floride en tant que phare illuminant l’Amérique telle qu’elle est aujourd’hui. Pour lui, « La Floride est le centre de ce nouveau monde post-littéraire, post-industriel, post-culturel et post-moderne. »
T. D. Allman a écrit dans The New Yorker, The New York Times, Esquire, The Washington Post, The New Republic, Rolling Stone, National Geographic de même que pour The Guardian, The Economist et bien d’autres publications. Comme correspondant à l’étranger pour Vanity Fair Magazine, il a été témoin des événements de la place Tiananmen, comme de ceux de Bosnie, du Panama, des Philippines, d’Haïti et des zones de guerre du Moyen-Orient et d’Amérique latine.
Les archives de T.D. Allman se trouvent à la Bibliothèque Houghton de l’Université d’Harvard.

## Critiques
En 1984, l'historien Timothy Garton Ash a accuse T. D. Allman de voir le mal tout au long du balayage historique de la politique étrangère américaine et, sur la base de cela, le dénonce comme un « fanatique religieux », voyant dans Un Destin Ambigu un exercice d'autoflagellation grossier, décousu et idéologiquement passionné,,. 
T. D. Allman a été accusé par l'écrivain tibétain et partisan de l'indépendance du Tibet, Jamyang Norbu, de reprendre avec enthousiasme, dans ses écrits sur le Tibet — comme nombre d'autres journalistes à la fin des années 1960 et 1970 —, la propagande chinoise sur le Tibet.

## Publications

### Livres
- Unmanifest Destiny: Mayhem and Illusion in American Foreign Policy - from the Monroe Doctrine to Reagan's War in El Salvador, Dial Press, 1984, 468 p.  (ISBN 9780385274647)
  - Un Destin Ambigu : les illusions et les ravages de la politique étrangère américaine de Monroe à Reagan, Flammarion, Paris, 1986, 621 p.  (ISBN 2080648802) (compte rendu : Serge Halimi, « T. D. Allman. Un destin ambigu », Politique étrangère, no 2, 1987, 52e année, p. 482-484).
- Finding Florida: The True History of the Sunshine State, Atlantic Monthly Press, 2013, 528 p.  (ISBN 0802122302)
  - La Floride : cœur révélateur des États-Unis, traduction de Frédéric Monneyron, Classiques Garnier, 2019, 605 p.  (ISBN 9782406080794)
- Miami: City of the Future, Grove/Atlantic, 1987  (ISBN 0813049237)
- Rogue State: America at War with the World, Nation Books, New York, 2004, 421 p.  (ISBN 9781560255628)

### Collaborations
- Cambodia: The Widening War in Indochina, Washington Square Press, 1971, 355 pages
- Reporting Vietnam: American Journalism 1968-1973, Library of America, 1998, 64 pages  (ISBN 1883011590)
- Conservatism as Heresy: In Defence of Monarchy
- Provence: An Inspired Anthology and Travel Resource, Three Rivers Press, 2001, 578 pages  (ISBN 0609806785)
- The Florida Reader: Visions of Paradise from 1530 to the Present, 1991  (ISBN 156164062X)
- Spain: True Stories: The King Who Saved His Country  (ISBN 1885211678)
- Why Bosnia? Writings on the Balkan War, Pamphleteer's Press, 1993, 353 pages  (ISBN 978-0963058782) (Serbia's Blood War, pp. 42-44)
- Miami, the American Crossroad: A Centennial Journey, 1896-1996, Simon & Schuster Custom Pub., 1996, 220 pages  (ISBN 053659693X)
- Busted: Stone Cowboys, Narco-Lords and Washington’s War on Drugs, PublicAffairs, 2002, 350 pages  (ISBN 9781560254324)
- These United States: Original Essay by Leading American Writers  (ISBN 1560256184)
- Killed: Great Journalism Too Hot to Print, Nation Books, 2004, 430 pages  (ISBN 1560256184)
- Marguerite Yourcenar and the USA: From Prophecy to Protest, P.I.E. Peter Lang, Brussels, 2009  (ISBN 9789052015637) (with a previously unpublished interview by T.D. Allman)